# Bud Osborne
Bud Osborne (Contea di Knox, 20 luglio 1884 – Hollywood, 2 febbraio 1964) è stato un attore e stuntman statunitense.
È apparso in più di 600 film e programmi televisivi tra il 1912 e il 1963. Era specializzato in film western.

## Biografia
Bud Osborne è nato nella Contea di Knox (Texas) e morto ad Hollywood (California) a causa di un infarto.

## Filmografia parziale

### Cinema
- The Desert Rat, regia di Romaine Fielding – cortometraggio (1916)
- Vanishing Trails, regia di Leon De La Mothe - serial cinematografico (1920)
- The Galloping Devil, regia di Nate Watt (1920)
- The Struggle, regia di Otto Lederer (1921)
- The Raiders, regia di Nate Watt (1921)
- White Eagle, regia di Ford Beebe e B. Reeves Eason (1922) - serial cinematografico
- The Blind Trail, regia di Leo D. Maloney (1926)
- I tre furfanti (3 Bad Men), regia di John Ford (1926)
- The Shadow of the Eagle, regia di Fred Jackman e W. S. Van Dyke (1932) - serial cinematografico
- Texas Cyclone, regia di D. Ross Lederman (1932)
- Two-Fisted Law, regia di D. Ross Lederman (1932)
- Ride Him, Cowboy, regia di Fred Allen (1932)
- The Big Stampede, regia di Tenny Wright (1932)
- Haunted Gold, regia di Mack V. Wright (1932)
- The Telegraph Trail, regia di Tenny Wright (1933)
- Somewhere in Sonora, regia di Mack V. Wright (1933)
- The Outlaw Deputy, regia di Otto Brower (1935)
- La banda dei razziatori (The Lawless Nineties), regia di Joseph Kane (1936)
- Overland Stage Raiders, regia di George Sherman (1938)
- Santa Fe Stampede, regia di George Sherman (1938)
- The Night Riders, regia di George Sherman (1939)
- Nuove frontiere (New Frontier), regia di George Sherman (1939)
- Il primo ribelle (Allegheny Uprising), regia di William A. Seiter (1939)
- Lone Star Raiders, regia di George Sherman (1940)
- I cacciatori dell'oro (The Spoilers), regia di Ray Enright (1942)
- La valle degli uomini rossi (Valley of the Sun), regia di George Marshall (1942)
- La valle della vendetta (Valley of Vengeance), regia di Sam Newfield (1944)
- Sangue sulla luna (Blood on the Moon), regia di Robert Wise (1949)
- Border Outlaws, regia di Richard Talmadge (1950)
- Jail Bait, regia di Ed Wood (1954)
- La sposa del mostro (Bride of the Monster), regia di Ed Wood (1955)
- Il cavaliere della tempesta (The Storm Rider), regia di Edward Bernds (1957)
- La notte degli spettri (Night of the Ghouls), regia di Ed Wood (1959)

### Televisione
- Rescue 8 – serie TV, episodio 1x15 (1958)
- Maverick – serie TV, 4 episodi (1958-1961)
- Lo sceriffo indiano (Law of the Plainsman) – serie TV, episodio 1x05 (1959)
- L'uomo ombra (The Thin Man) – serie TV, episodio 2x33 (1959)
- General Electric Theater – serie TV, episodio 9x11 (1960)
- The Texan – serie TV, episodio 2x36 (1960)
- Have Gun - Will Travel – serie TV, 4 episodi (1960-1962)
- Gli uomini della prateria (Rawhide) – serie TV, episodio 4x21 (1962)